# 古今亭志ん生 (4代目)
四代目 古今亭 志ん生（ここんてい しんしょう、1877年4月4日 - 1926年1月29日）は、明治・大正期に活躍した東京の落語家。本名∶鶴本 勝太郎。通称「鶴本の志ん生」。

## 来歴
最初は二代目古今亭今輔門で、1890年ころに昔家今の助（今之助）を名乗って落語家になったと推定される。1896年5月、二代目むかし家今松と改名しこのころは師匠・先輩の薫陶よろしく音曲に優れ富本節で評判を取る。
師匠の死後は兄弟子の五代目雷門助六門に移り雷門小助六と名乗る。生来のぞろっぺいな性格や酒からしくじりを繰り返し地方の寄席に廻されるのなどの不遇の時期を過ごすが、小助六時代に落語研究会に出るようになり、その才能を認められる。共に一時代を築く初代柳家小せん、三代目蝶花楼馬楽とはこの頃落語研究会で知り合うようになり、同じ若手として良く遊ぶ。
1910年11月、三代目（初代）古今亭志ん馬で真打、1912年12月、六代目金原亭馬生を襲名。既に大阪で五代目馬生がいたので、名古屋以西では名乗らないと言う条件付であった。よって鶴本の馬生を六代目として数えている。
順風満帆の馬生であったが、1919年ころ困ったことがおこる。大阪の五代目馬生が東京に出演することになったのである。二人の「馬生」が現れることになり、紛糾の末、大阪の方を赤色、東京の方を黒色でビラの字で区別することになったため、「黒馬生」と呼ばれた。
1924年10月、四代目古今亭志ん生を襲名するが、僅か1年後にガンであっけなく没した。手術のため麻酔を打たれ、「ずっこけ」を演じながら意識を失うという、芸人らしい最期であった。墓所は墨田区回向院。
亡くなる直前「どうも志ん生っていう高座名は短命でいけねぇ…だからこの名前は俺で最後にしてくれぇ…。」とつぶやいていた。ちなみにこの名前は当代を含めるとみな早死にしているとのことで、五代目志ん生が襲名する際「やめとけ」という声が上がった。しかし五代目は「何いってやがんでぇ、どうせ死ぬんだから名のらねぇわけにいくけぇ。」と拒絶したという有名な逸話がある。五代目は長寿を誇り、志ん生の名を高めた。

## 芸風
粋で、唄い調子のいかにも江戸前の芸であった。

### 得意ネタ
- 「うどん屋」
- 「転宅」
- 「三軒長屋」
- 「妾馬」など

## 弟子
- 初代古今亭志ん上
- 古今亭馬生 - 初代柳家三語楼門下に移籍
- 四代目金原亭馬好 - 八代目入船亭扇橋門下に移籍
- 四代目古今亭志ん馬 - 八代目桂文楽門下に移籍
- 全亭武生 - 四代目柳家小さん門下に移籍
- 四代目古今亭志ん橋

## 書籍
吉井勇の「俳諧亭句楽の死」「狂芸人」「無頼漢」「小しんと焉馬」などに焉馬として、久保田万太郎の「末枯」に三橘の名で、正岡容の「寄席」に主人公として描かれている。

## 関連作品
テレビドラマ
- NHK大河ドラマ『いだてん ～東京オリムピック噺～』（演：古今亭菊之丞） - 「六代目 金原亭馬生」として